# ドゥムカ (チャイコフスキー)
『ドゥムカ』（ロシアの農村風景）  作品59は、ピョートル・チャイコフスキーが1886年に作曲したピアノ曲。

## 概要
チャイコフスキーは1885年にクリンに程近いマイドノヴォ（Maidonovo）に住居を借り受け、しばらくその家を住まいとすることにした。そうした折にフランスの出版社であるフェリクス・マッカーから受けた委嘱により、本作は1886年2月に新たに製作されることとなった。「ドゥムカ」は18世紀ポーランドの叙事詩を基にした民謡に端を発し、その後スラヴ世界に広く伝わっていった形式を指す言葉である。「哀歌」と訳されることもある「ドゥムカ」においては、憂鬱な部分が陽気な部分へと急転換するような展開をたどる。同種の作品でよく知られるのはアントニン・ドヴォルザークのピアノ三重奏曲第4番『ドゥムキー』であろう。チャイコフスキーは「ロシアの農村風景」（Scène rustique russe）という副題を付し、本作をピアノのためのコンサートピースとして仕上げている。表題は掲げられたものの、楽曲の内容にタイトルに沿うような筋書きがあるわけではない。
楽譜は1886年にユルゲンソンから出版され、パリ音楽院で教鞭を執っていたアントワーヌ・マルモンテルへと献呈された。ピアニストでもあったマルモンテルは作曲者に対し「あなたの農村風景は美しい」（votre scène rustique est ravissante）と書き送っており、作品を好意的に受け取っていたとみられる。初演は1893年12月にフェリックス・ブルーメンフェルトのピアノで行われた。本作はチャイコフスキーのピアノ独奏作品としては2曲のピアノソナタに次ぐ規模を誇り、同ジャンルにおける作曲者有数の成功作となっている。

## 演奏時間
約8分半-9分半。

## 楽曲構成
4/4拍子、ハ短調。冒頭より緩徐部の主題が歌われる（譜例1）。ロシアの民謡にルーツを持つかと思われるようなバラードである。
譜例1
譜例1が中声部で繰り返される中、伴奏音型が複雑に旋律へと絡みつく。高音へ至って静まるとコン・アニマとなり、変ホ長調で譜例2が出されて農村の祝祭を連想させる個所へと入っていく。
譜例2
譜例2が華やかに盛り上がり譜例3を導く。以降、譜例3が装飾的に繰り返される。
譜例3
ポコ・メノ・モッソでハ短調の旋律が遠くの教会の鐘の音のように響いた後、華麗なカデンツァが挿入される。モデラート・コン・フォーコとなって譜例3の変奏を繰り広げ、アンダンテ、メノ・モッソ、アダージョと推移しながらクライマックスを形成して静まっていく。最後は冒頭のテンポとなって譜例1が再びカンタービレで静かに奏され、その終わりでハ短調の主和音の強奏により決然と幕が下ろされる。